# Bunaeopsis scheveniana
Bunaeopsis scheveniana är en fjärilsart som beskrevs av Lemaire och Pierre Claude Rougeot 1974. Bunaeopsis scheveniana ingår i släktet Bunaeopsis och familjen påfågelsspinnare. Inga underarter finns listade i Catalogue of Life.